# Гальдикене, Она Костовна
Она Костовна Гальдикене (лит. Ona Galdikienė; 11 февраля 1925, Тельшяй — 25 мая 1995, Вильнюс) — советский и литовский химик. Профессор (1993). Лауреат Государственной премии Литовской ССР (1975).

## Биография
Родилась 11 февраля 1925 года в городе Тельшяй.
В 1950 году окончила химический факультет Вильнюсского университета. В 1950—1953 годах училась в аспирантуре при Институте химии и химической технологии Академии наук Литовской ССР (Chemijos ir cheminės technologijos institutas, с 2010 года в составе Центра физико-технологических наук, Fizinių ir technologijos mokslų centras, FTMC). В 1953 году защитила кандидатскую на тему «Изучение процессов катодной поляризации алюминия в водных растворах», а в 1973 году — докторскую диссертацию на тему «Катодные процессы, обуславливающие получение гальванопокрытий никеля и некоторых других металлов с определенными свойствами».
С 1953 по 1995 год работала в Институте химии и химической технологии (с 1992 года — Институт химии, Chemijos institutas) в качестве старшего научного сотрудника, руководителя лаборатории и главного научного сотрудника. В 1976—1984 годах — учёный секретарь специализированного совета Института, в 1979—1990 годах — заведующая сектора исследования коррозионных процессов. С 1993 года — профессор.
Изучала механизм электролитического разделения металлов, зависимость структуры и физико-механических свойств металлических покрытий от условий электролиза и различных органических и неорганических добавок. Гальдикене работала над широким кругом научных проблем: перенапряжение водорода на А1 и влияние на него некоторых неорганических катионов, природа и последовательность электронных реакций при катодной поляризации никеля, стадийность разряда ионов Сu и роль соединений Сu промежуточной валентности в формировании блестящих медных гальванических покрытий, причины колебаний потенциала Zn катода в щелочном электролите. В последние годы исследовала механизм и кинетику электроосаждения Sn и сплава Cu-Sn. Результаты научных исследований, проведенных Гальдикене с сотрудниками, опубликованы более чем в 100 научных статьях.
Гальдикене работала над решением задач прикладной электрохимии, совершенствованием и созданием оригинальных и высокоэффективных технологий блестящего никелирования, оловянирования, электроосаждения покрытий сплавом Cu-Sn, гальванопластического способа изготовления медных волноводов и другими. За достижения в исследованиях прикладного характера, а также в создании и внедрении новых технологических процессов, нашедших широкое применение в промышленности, Гальдикене была награждена одной серебряной и тремя бронзовыми медалями ВДНХ. Гальдикене участвовала в исследованиях коррозии гальванопокрытий в натурных и искусственных средах, руководстве в подготовке и реализации программы по учету потерь металлов вследствие коррозии и по мерам их снижения в Литве.
Автор более 90 научных статей, соавтор 5 изобретений.
Умерла 25 мая 1995 года в Вильнюсе.